# ایالت اهواهنی (کالیفرنیا)
ایالت اهواهنی، کالیفرنیا (به انگلیسی: Ahwahnee Estates, California) یک منطقهٔ مسکونی در ایالات متحده آمریکا است که در کالیفرنیا واقع شده‌است.

## خصوصیات
ایالت اهواهنی ۶۹۷ متر بالاتر از سطح دریا واقع شده‌است.